# Circinoconis paradoxa
Circinoconis paradoxa är en svampart som beskrevs av Boedijn 1942. Circinoconis paradoxa ingår i släktet Circinoconis, divisionen sporsäcksvampar och riket svampar.   Inga underarter finns listade i Catalogue of Life.